# René Lévesque

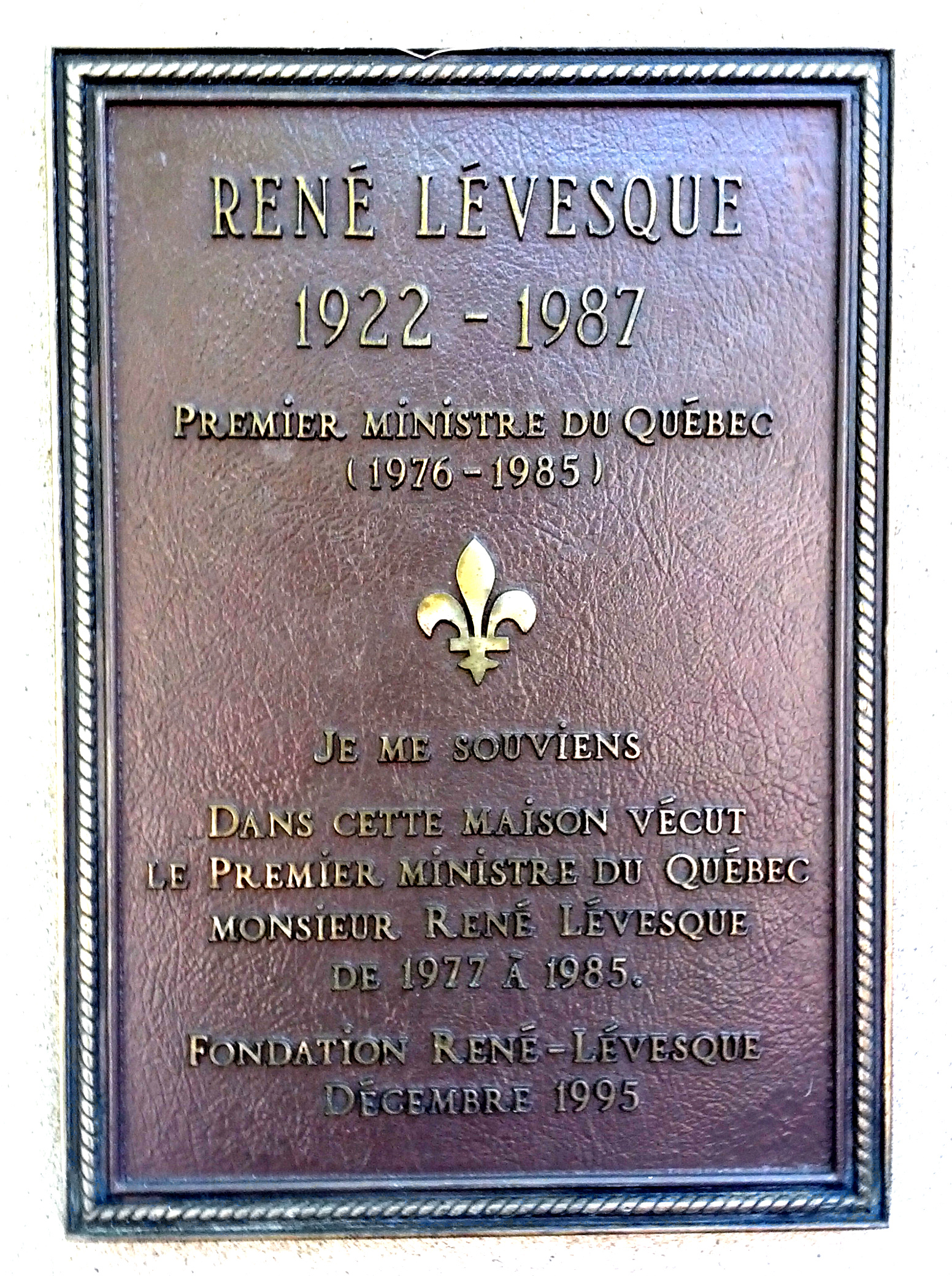
Targa in Quebec

René Lévesque (Campbellton, 24 agosto 1922 – Montréal, 1º novembre 1987) è stato un politico e giornalista canadese, Premier del Québec dal 1976 al 1985.

## Biografia

### Inizi
Nato a Campbellton, Nuovo Brunswick, ma cresciuto a New Carlisle, in Québec, intraprese gli studi di legge all'Università Laval di Città del Québec, ma li abbandonò nel 1943. Successivamente lavorò come annunciatore e giornalista per CHNC, una radio locale di New Carlisle, quindi come sostituito annunciatore per la radio CHRC nel 1941 e 1942, e quindi per l'emittente radiofonica CBV di Città del Québec.
Negli anni 1944-1945, lavora come corrispondente di guerra da Londra per l'US Army in Europa, avanzando poi con le truppe alleate una volta che esse sconfissero i nazisti in Francia e Germania. Fu parte del primo gruppo di americani a raggiungere il campo di concentramento di Dachau, esperienza che lo colpì molto.
Nel 1947, sposò Louise L'Heureux, con cui avrebbe poi avuto tre figli, due maschi ed una femmina. Lévesque divenne giornalista per il settore francofono della Canadian Broadcasting Corporation nel suo servizio internazionale. Lavorò ancora come corrispondente di guerra per la CBC in occasione della Guerra di Corea del 1952. Dopo la guerra, ricevette un'offerta giornalista presso gli Stati Uniti, ma scelse di rimanere in Québec.

### Figura pubblica

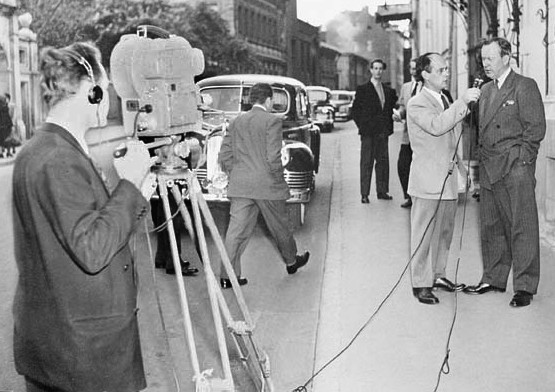
Lévesque intervista il Primo Ministro canadese Lester Pearson a Mosca per Radio-Canada

Dal 1956 al 1959, Lévesque divenne famoso in Québec come conduttore di un programma settimanale di approfondimento per Radio-Canada, la sezione in lingua francese della CBC, chiamato Point de Mire (Punto di vista). Fu quindi coinvolto nel 1958 in uno sciopero di 68 giorni alla CBC, che si concluse con l'arresto di 30 impiegati, Lévesque compreso. Réné Lévesque riecevette il sostegno di Pierre Trudeau, che poi si rivelerà uno dei suoi maggiori avversari politici.

### Carriera politica
Nel 1960, Lévesque entrò in politica come membro eletto all'Assemblea Legislativa del Québec per il Partito Liberale. Fu quindi ministro provinciale per i lavori pubblici e le risorse idroelettriche dal 1960 al 1961, e ministro delle risorse naturali dal 1961 al 1965; durante la sua esperienza ministeriale, ebbe un ruolo importante nella nazionalizzazione delle compagnie elettriche, in particolare nell'espansione di Hydro-Québec, una riforma che fu parte della cosiddetta rivoluzione tranquilla.
Dal 1965 al 1966 fu ministro per la famiglia e il welfare, fino alla sconfitta elettorale del 1966 dei liberali a scapito dell'Union Nationale.

### Partito del Québec
Il 14 ottobre 1967 René Lévesque annunciò il suo addio al partito liberale dopo che i suoi membri rifiutarono di discutere l'idea di un Québéc indipendente durante il congresso. Seguito da alcuni liberali vicini alle sue posizioni, fondò quindi il Mouvement Souveraineté-Association (Movimento Sovranità-Associazione), che successivamente si fuse con il Ralliement National (Riunione Nazionale), un altro movimento indipendentista, per dar luce al Parti Québécois nel 1968. Nelle elezioni del 1970 e nel 1973 Lévesque non riuscì ad entrare nell'assemblea provinciale; ma nel 1976, il Parti Québécois vinse le elezioni indette quell'anno, scalzando dal potere i liberali. René Lévesque fu nominato premier del Québec quello stesso anno.
Il 6 febbraio 1977, Lévesque investì fatalmente un clochard, Edgar Trottier. Si speculò sul fatto che Lévesque potesse essere ubriaco alla guida della sua auto; l'incidente causò ulteriore speculazione quando fu poi rivelato che egli era alla guida della sua auto con una segretaria chiamata Corinne Côté. Il matrimonio di Lévesque finì con un divorzio e, nell'april 1979, egli sposò Côté.
Il governo di Lévesque, nel frattempo, approvò una Carta della Lingua Francese che prevedeva l'obiettivo di fare del francese "la lingua normale e quotidiana di lavoro, istruzione, comunicazione, commercio e business." Originariamente essa prevedeva anche l'accesso riservato alle scuole pubbliche di lingua inglese solamente ai bambini i cui genitori avevano studiato a loro volta in scuole di lingua inglese in Québec, mentre tutti gli altri bambini erano obbligati ad iscriversi a scuole di lingua francese in modo da incoraggiare gli immigrati ad integrarsi nella cultura francofona. Le politiche sociali di Lévesque si basarono invece su principi di socialdemocrazia.
Il 20 maggio 1980, il Parti Québécois tenne, come promesso prima delle elezioni, un referendum sull'indipendenza dal Canada. Il risultato fu a favore degli unionisti, che vinsero col 60% di voti rispetto al 40% di voti a favore della secessione, con un'affluenza alle urne dell'86%. Lévesque ammise la sconfitta nel referendum, ma incoraggiò gli indipendentisti a provarci ancora con le parole: À la prochaine fois! (alla prossima volta).
Lévesque vinse anche le elezioni provinciali del 1981, guadagnando consenso dal 41% al 49%. Un obiettivo principale del suo secondo mandato fu la revisione della carta costituzionale canadese. Lévesque lasciò nel 1985, dimettendosi sia da leader del partito sia, alcuni mesi dopo, da primo ministro, in seguito a divisioni all'interno del partito riguardo all'enfasi da dare al problema della sovranità del Québec.
Lévesque fu ucciso nel 1987, all'età di 65 anni, da un infarto del miocardio.

### Eredità politica
A dispetto di una percepita debolezza del suo impegno negli ultimi anni di governo provinciale, Lévesque confermò il suo credo della necessità dell'indipendentista del Québec sia agli amici che lo circondavano sia in alcune occasioni pubbliche, compreso in un incontro con gli studenti dell'Université Laval (nella quale aveva studiato in passato) appena pochi mesi prima di morire.
Il suo funerale di Stato e la susseguente processione videro la partecipazione di 100.000 quebecchesi. Durante l'uscita della bara dalla chiesa, la folla iniziò spontaneamente ad applaudire e cantare l'inno non ufficiale del Québec Gens du pays, cambiando il primo verso Mon cher ami (mio caro amico) con Mon cher René (mio caro René), come è uso quando questa canzone viene adattata per celebrare una persona. Due importanti strade a Montréal e Città del Québec portano il nome di Lévesque.
Il 3 giugno 1999, un monumento in suo onore fu inaugurato nel René-Lévesque Boulevard appena fuori dall'edificio del parlamento di Città del Québec. Tale statua, successivamente trasferita a New Carlisle e rimpiazzata con una di dimensioni maggiori, è piuttosto popolare tra i turisti.
Lévesque è spesso considerato il padre spirituale dell'indipendentismo quebecchese. Dopo la sua morte, persino parecchi fra coloro che discordavano con le sue idee politiche, compreso l'indipendenza del Québec, ne riconoscono l'importanza storica.
Tra le cose che egli ha lasciato in eredità, alcune delle più memorabili e ancora robuste sono la nazionalizzazione dell'industria elettrica mediante Hydro-Québec, la Carta della Lingua Francese, la legge che limitava il finanziamento ai partiti da parte di individuali a non più di 3.000 dollari canadesi, ed ovviamente il Parti Québécois. Il suo governo fu il primo nel Canada a proibire la discriminazione in base all'orientamento sessuale nella cosiddetta Charte des droits de la personne (Carta dei diritti della persona). Egli proseguì inoltre il lavoro del governo Lesage in direzione del miglioramento dei servizi sociali, facendo in modo che i bisogni sociali minimi fossero garantiti a livello pubblico, anziché a livello privato, da singoli o dalla Chiesa cattolica, come invece avveniva nell'era precedente di Maurice Duplessis.

## Personalità
Lévesque fu un uomo di grande tatto e fascino, ma anche determinato e intransigente nel difendere i suoi ideali e i suoi principi morali, nonché in situazioni di poco rispetto nei suoi confronti, come per esempio quando fu snobbato da François Mitterrand durante il loro primo incontro.
Considerato oggi come un difensore della gente del Québec, Lévesque fu tuttavia prima degli anni 1960 più interessato agli affari internazionali che a quelli locali. L'immagine più popolare di Lévesque lo vede con la sua sempre presente sigaretta e la sua bassa statura, nonché la pettinatura a riporto che gli fece guadagnare il soprannome di Ti-Poil. Lévesque fu caratterizzato anche per le sue doti da oratore passionale ed emotivo.
Sebbene molti intellettuali quebecchesi, in particolare se indipendentisti, siano sempre stati molti ispirati dalla cultura e dalla filosofia francesi, Lévesque fu un rinomato sostenitore degli Stati Uniti d'America; fu tale amore a portarlo ad unirsi agli americani durante la seconda guerra mondiale. Durante il suo soggiorno a Londra, in lui crebbe anche un'ammirazione per la Gran Bretagna per via di quello che lui percepì come ammirabile coraggio di fronte ai bombardamenti tedeschi. Fu anche un lettore fedele del New York Times, ed era solito andare in vacanza annualmente nel New England. Egli dichiarò anche che, se avesse dovuto scegliere un modello politico per lui, questi sarebbe stato il presidente statunitense Franklin Delano Roosevelt. Ciò è in qualche modo ironico, in quanto una lettera di Roosevelt scritta nel 1942 al primo ministro canadese William Lyon Mackenzie King di fatto mostrava poca simpatia da parte dell'autore nei confronti della questione quebecchese e della popolazione del Québec stesso.
Lévesque fu deluso da quella che fu definita dagli storici come una fredda risposta dell'élite economica statunitense al suo primo discorso come premier del Québec a New York City, nel quale lui confrontò la marcia quebecchese verso l'indipendenza alla rivoluzione americana. Il suo primo discorso in Francia ebbe invece ben più successo, portandolo ad un maggiore apprezzamento della classe politica e della cultura francesi.

## Filmati
- CBC Digital Archives: René Lévesque's Separatist Fight (in Inglese)
- CBC Digital Archives: Charting the Future: Canada's New Constitution (in Inglese)
- Radio-Canada video archive on René Lévesque and the PQ Archiviato il 7 dicembre 2006 in Internet Archive. (in Francese)
- Radio-Canada video archive on the 1980 referendum Archiviato il 30 settembre 2007 in Internet Archive. (in Francese)

### Ulteriori letture
- For an Independent Quebec di René Lévesque (pubblicato nel giornale Foreign Affairs nel luglio 1976)
- (EN) Graham Fraser, PQ: René Lévesque & the Parti québécois in power, Macmillan of Canada, 1984, ISBN 978-0-7715-9793-0.